# نوئل توسی
نوئل توسی (انگلیسی: Noël Tosi؛ زادهٔ ۲۵ مهٔ ۱۹۵۹) بازیکن سابق و مربی فوتبال اهل فرانسه است.